# Pascal N’Koué
Pascal N’Koué (ur. 29 marca 1959 w Boukombé) – beniński duchowny katolicki, arcybiskup Parakou od 2011.

## Życiorys
26 lipca 1986 otrzymał święcenia kapłańskie. W 1990 rozpoczął przygotowanie do służby dyplomatycznej na Papieskiej Akademii Kościelnej. Był sekretarzem nuncjatury w Panamie.
28 czerwca 1997 został mianowany przez Jana Pawła II biskupem Natitingou. Sakry biskupiej udzielił mu 21 września 1997 beniński kardynał - Bernardin Gantin.
14 lipca 2011 Benedykt XVI mianował go arcybiskupem Parakou.